# Estación de Châtillon - Montrouge
Châtillon - Montrouge es una estación de la línea 13 del metro de París ubicada en el límite entre Châtillon y Montrouge al sur de la capital. Es el actual terminal sur de la línea 13.

## Historia
La estación fue inaugurada el 9 de noviembre de 1976 con la última prolongación hacia el sur de la línea 13.

## Descripción
Se compone de un andén central y de otro lateral de 90 metros de longitud y de tres vías, con la siguiente ordenación: a-v-v-a-v. Como terminal de la línea se completa con otras tantas vías de garaje y el taller de mantenimiento de la línea 13.
Es junto a Malakoff - Rue Étienne Dolet la única estación en superficie de la línea 13. 
Como muchas estaciones de las afueras de París sus paredes están revestidas con azulejos Miromesnil. Cada andén está recubierto por un techo horizontal. 
La señalización por su parte usa la moderna tipografía Parisine donde el nombre de la estación aparece en letras blancas sobre un panel metálico de color azul. Por último, los asientos de la estación son los modernos Coquille o Smiley, unos asientos en forma de cuenco inclinado para que parte del mismo pueda usarse como respaldo y que poseen un hueco en la base en forma de sonrisa.
Desde el 2008, la estación dispone de puertas de andén y marcas amarillas en el suelo que buscan facilitar la salida y entrada de viajeros a los trenes.